# Солт-Лейк-Сити (аэропорт)

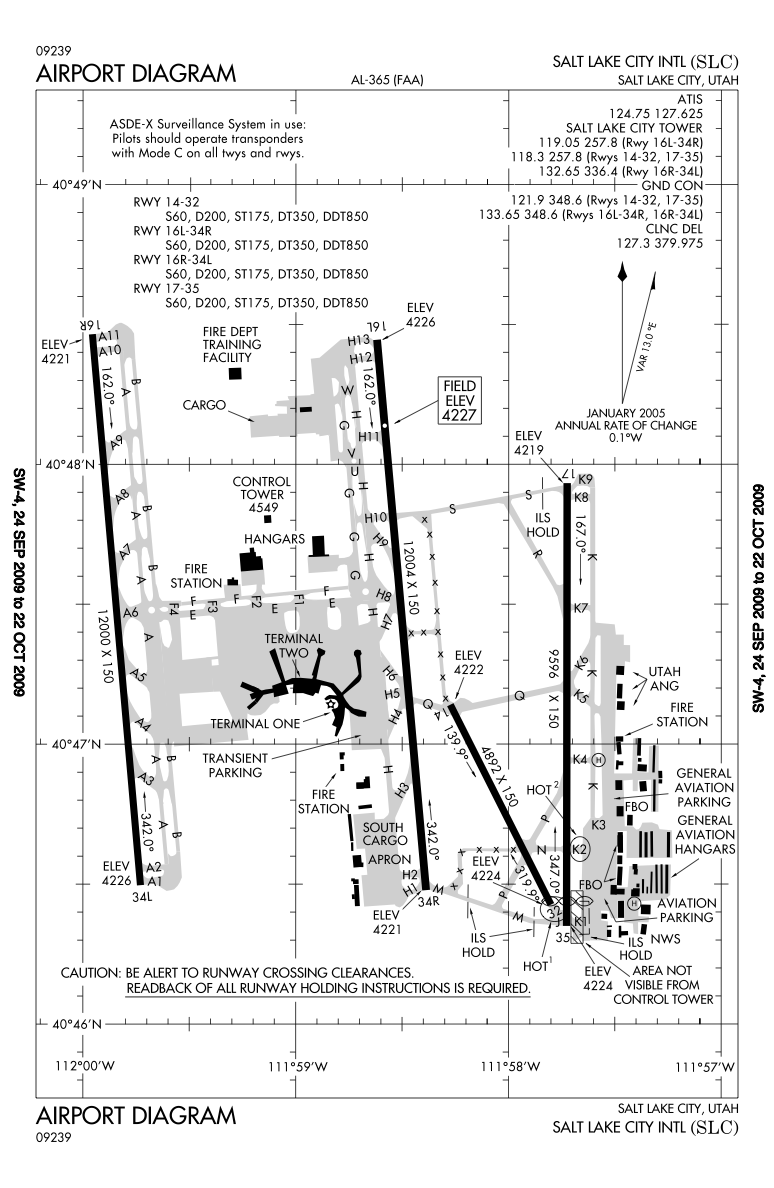
Схема Международного аэропорта Солт-Лейк-Сити

Международный аэропорт Солт-Лейк-Сити (англ. Salt Lake City International Airport), (ИАТА: SLC, ИКАО: KSLC, FAA LID: SLC) — крупнейший коммерческий и военный аэропорт штата Юта, находящийся в шести километрах к западу от центральной части города Солт-Лейк-Сити. Фактически единственный гражданский аэропорт для агломерации в более чем 2,5 миллионов жителей.
Международный аэропорт Солт-Лейк-Сити является главным узловым аэропортом магистральной авиакомпании Delta Air Lines и региональных перевозчиков SkyWest Airlines и Mesaba Airlines, работающих под торговой маркой Delta Connection. Данные авиакомпании ежедневно выполняют более 350 регулярных рейсов из аэропорта, в 2009 году их пассажирооборот составил 74,14 % от всего объёма пассажирских перевозок Международного аэропорта Солт-Лейк-Сити. В пятёрку крупнейших операторов порта после Delta Air Lines и компаний, работающих под брендом Delta Connection, входят Southwest Airlines (12,78 %), United Airlines с регионалами бренда United Express (3,61 %), American Airlines (2,77 %) и JetBlue Airways (1,79 %).
В 2008 году услугами Международного аэропорта Солт-Лейк-Сити воспользовалось 20 790 400 человек, что меньше в сравнении с прошлым годом на 5,7 %. В том же году аэропорт занял 23-е место по объёмам пассажирских перевозок среди всех аэропортов Соединённых Штатов. За 2008 год воздушная гавань Юты обработала 389 321 взлётов и посадок коммерческих судов (в среднем 1063 операции ежедневно), что вывело аэропорт на 15-е место в США и 24-е место среди всех аэропортов мира по количеству операций взлётов и посадок воздушных судов в год.
По состоянию на июнь 2009 года в Международном аэропорту Солт-Лейк-Сити ежедневно выполнялось более 450 регулярных рейсов по 109 маршрутам в города США, Канады и Мексики, а также беспосадочные рейсы в Париж и Токио. С начала 2006 по июль 2007 и с начала 2008 по август 2009 года аэропорт занимал первое место среди всех коммерческих аэропортов Соединённых Штатов по пунктуальности отправления и прибытия регулярных пассажирских рейсов, и до сих пор занимает пальму первенства в том же списке по наименьшему числу отменённых регулярных рейсов в течение каждого года.
Вместе с Региональным аэропортом Саут-Вали и Аэропортом Туэле-Вали порт находится в ведении Управления аэропортов Солт-Лейк-Сити. Международный аэропорт Солт-Лейк-Сити в финансовом отношении является самодостаточным предприятием, основные доходы которого складываются от операционного обслуживания авиакомпаний, пассажирских сборов, топливного сбора, плату за парковку автомобилей, сдачи в аренду офисных помещений и самолётных ангаров. В 2009 году аэропорт ввёл бесплатный сервис Wi-fi, предоставляющий доступ в глобальную сеть Интернет. Международный аэропорт Солт-Лейк-Сити — единственный крупный аэропорт в Соединённых Штатах, не имевший в прошлом и не имеющий в настоящем периоде просроченных ссудных задолженностей.

## История
Территория для строительства аэродрома была выбрана в 1911 году в районе, именуемом «Баски-Флэтс» и названном так в честь испано-французских переселенцев, занимавшихся разведением овец в долине Солт-Лейк. Взлётно-посадочная полоса нового аэродрома была отсыпана специальным шлаком и в целом была гораздо лучше, чем на использовавшейся ранее небольшой площадке другого аэродрома «Фэрпарк». В том же году на территории «Баски-Флэтс» состоялся международный авиационный фестиваль, в котором участвовали компании — пионеры в области воздухоплавания Curtiss Aeroplane and Motor Company и подразделение Wright Brothers в Солт-Лейк-Сити. На этом фестивале всемирно известный авиатор Гленн Хаммонд Кёртисс представил летательный аппарат собственной конструкции — первый в мире гидросамолёт модели Triad A-1, за полётом которого наблюдали почти 20 тысяч зрителей и сотрудники международных компаний средств массовой информации.
В течение нескольких лет с момента своего строительства аэродром «Баски-Флэтс» использовался главным образом для обучения и тренировок пилотов. Ситуация коренным образом изменилась в 1920 году с заключением государственного контракта между Почтовой службой США и рядом авиакомпаний на перевозку авиапочтовых грузов в Солт-Лейк-Сити через «Баски-Флэтс». Инфраструктура аэродрома претерпела существенные изменения, были построены несколько самолётных ангаров, здания для обработки грузов и склады для её хранения. В том же году «Баски-Флэтс» сменил своё название на «Аэродром имени Вудворда» в честь местного пилота Джона П. Вудворда.
В 1925 году Почтовая служба США ввела практику заключения срочных контрактов с частными авиаперевозчиками. Первой авиакомпанией, подписавшей договор на перевозку почтовых грузов, стала региональная Western Air Express, которая выполняла грузовые рейсы из Солт-Лейк-Сити в Лос-Анджелес с промежуточной остановкой в Лас-Вегасе, а спустя год ввела на том же маршруте и регулярные пассажирские рейсы. В дальнейшем Western Air Express выросла в крупную магистральную авиакомпанию США Western Airlines, которая использовала аэропорт в Солт-Лейк-Сити в качестве своего крупнейшего транзитного узла (хаба) в маршрутной сети пассажирских и грузовых авиаперевозок.
В 1927 году на аэродроме Вудворд-Филд Чарльз Линдберг демонстрировал широкой публике свой знаменитый «Дух Сент-Луиса», на котором был совершён первый трансатлантический беспосадочный перелёт с одним пилотом. В течение нескольких лет на территории аэродрома была построена ещё одна взлётно-посадочная полоса, а площадь аэродрома увеличилась до 1,6 квадратных километров. В 1930 году аэродром сменил своё официальное название на Муниципальный аэропорт Солт-Лейк-Сити.
Первый пассажирский терминал и здание для администрации аэропорта возведены в 1933 году и обошлись казне в 52 тысячи долларов США. К этому времени через Солт-Лейк-Сити уже работала магистральная авиакомпания United Airlines, выполнявшая регулярные рейсы по маршруту Нью-Йорк-Сан-Франциско с одной промежуточной посадкой.
Во время Второй мировой войны в аэропорту Солт-Лейк-Сити базировались подразделения военно-воздушных сил США. В 1953 году начались работы по строительству нового здания пассажирского терминала в западной части аэропорта, которые завершились спустя семь лет и обошлись казне в 8 миллионов долларов США. В 1968 году порт получил официальное название Международный аэропорт Солт-Лейк-Сити, действующее и в настоящее время.

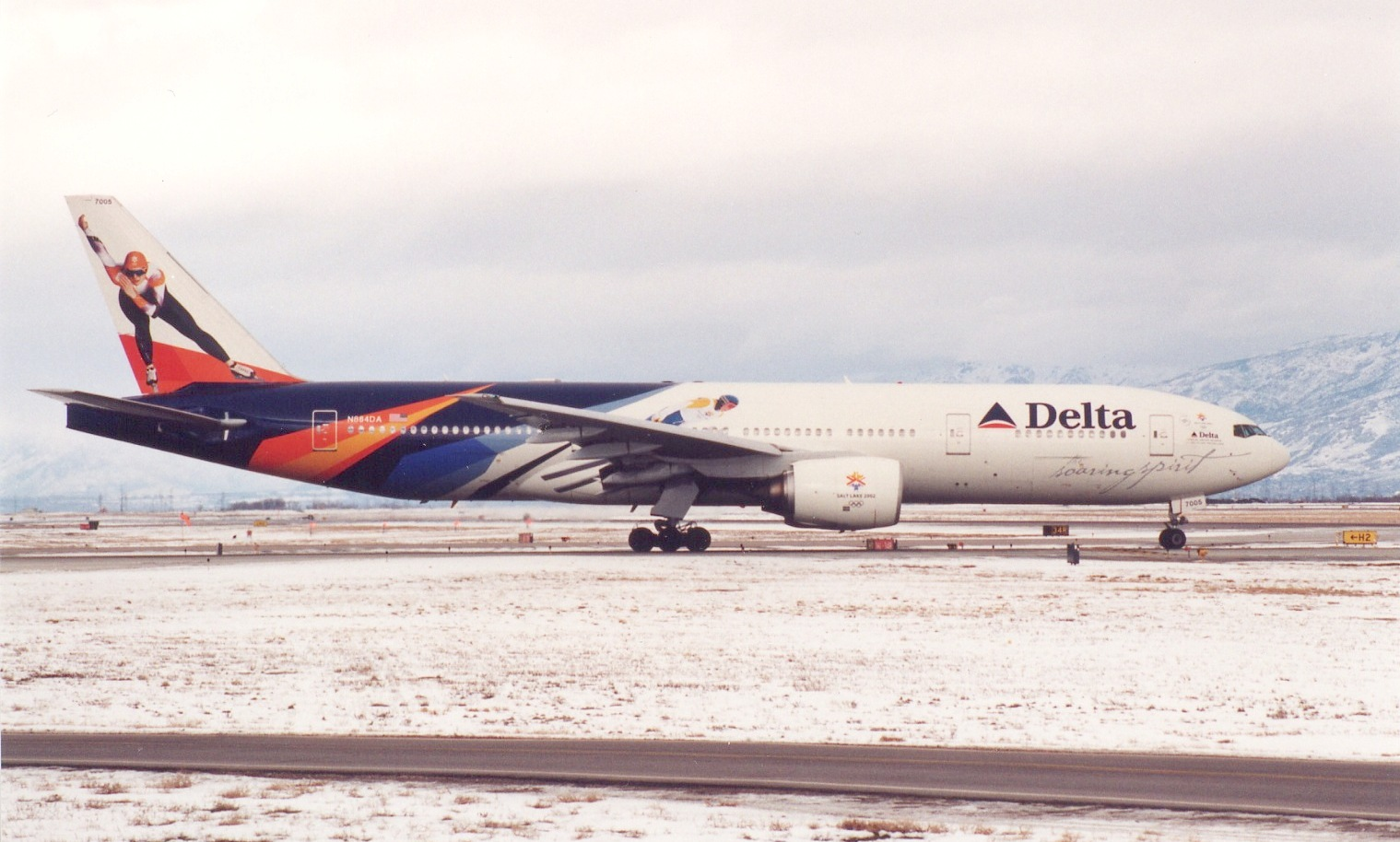
Boeing 777-200 авиакомпании Delta Air Lines в ливрее XIX Зимних Олимпийских игр в Международном аэропорту Солт-Лейк-Сити

После принятия Закона о дерегулировании авиационных перевозок в Соединённых Штатах резко возросли объёмы коммерческих маршрутов, а также возникла потребность в узловых аэропортах, которые использовались бы крупными перевозчиками в качестве центров стыковки рейсов из небольших аэропортов страны с магистральными рейсами между хабами. Авиакомпании, исторически работавшие в аэропорту Солт-Лейк-Сити, учли его удобное географическое расположение и выбрали порт в качестве транзитного узла для работы на авиалиниях западной части США.
В течение 1980-х годов Международный аэропорт Солт-Лейк-Сити претерпел существенное расширение и модернизацию инфраструктуры обоих пассажирских терминалов и эксплуатируемых взлётно-посадочных полос. В 1987 году произошло объединение двух магистральных авиакомпаний — Western Airlines и Delta Air Lines, при этом аэропорт в Солт-Лейк-Сити был выбран одним из главных хабов укрупнённого авиаперевозчика.
В 1991 году на территории аэровокзала введена в действие краткосрочная автомобильная парковка. В 1995 году сдана в эксплуатацию ещё одна взлётно-посадочная полоса, а также современное создание международного пассажирского терминала и отдельный конкорс E, предназначавшийся для обслуживания рейсов исключительно авиакомпании SkyWest Airlines. Четыре года спустя аэропорт принял в эксплуатацию новую стометровую вышку командно-диспетчерского пункта, а также новые современные средства навигации и захода самолётов на посадку.
В 2001 году конкорс E был расширен введением дополнительных выходов на посадку (гейты), а авиакомпания SkyWest Airlines получила собственный ангар для проведения технического обслуживания и ремонта воздушных судов. В следующем году Международный аэропорт Солт-Лейк-Сити обслуживал XIX Зимние Олимпийские игры, в период проведения которых через аэропорт прошло более миллиона пассажиров.

## Международные перевозки

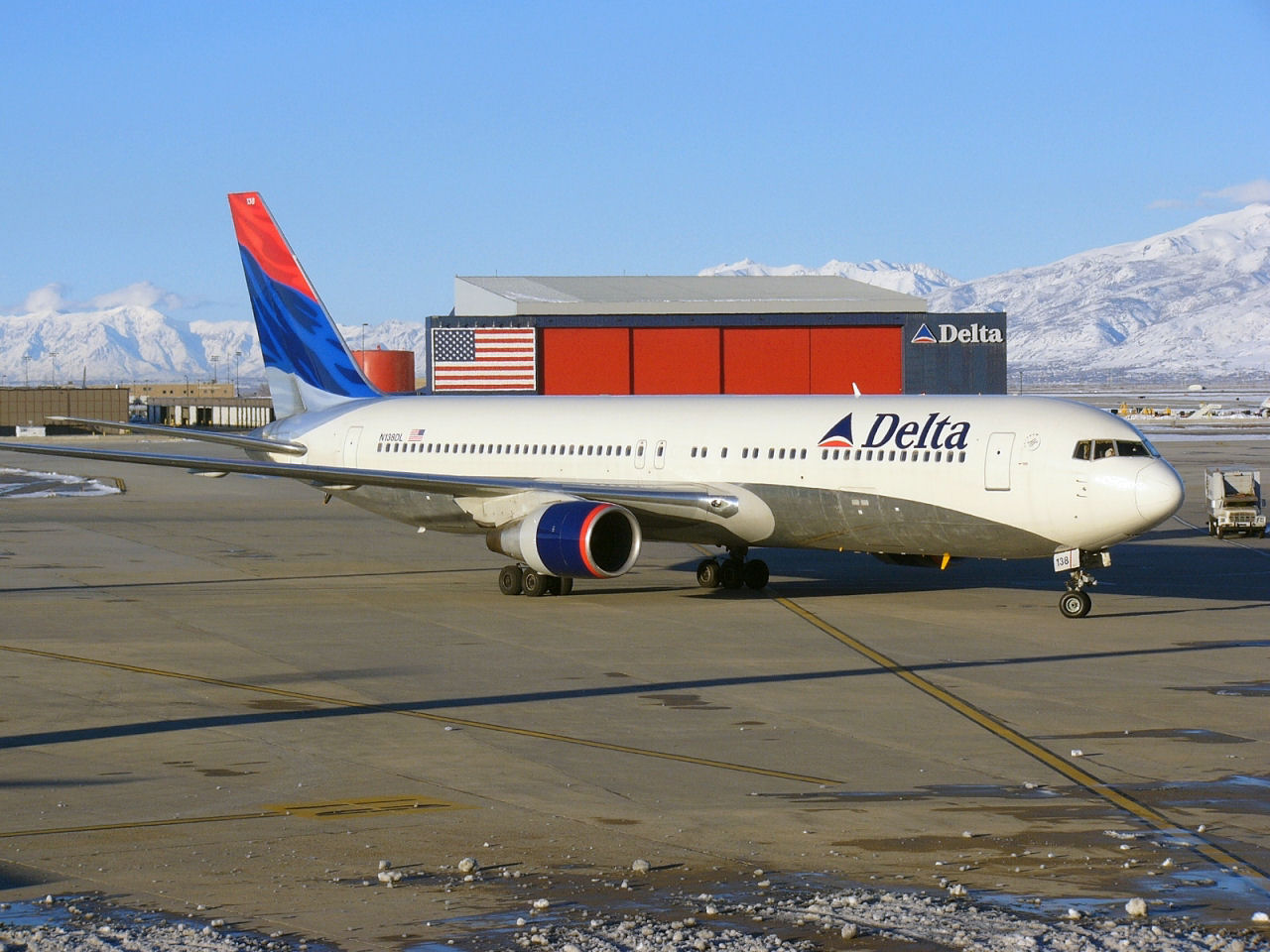
Boeing 767 Delta Air Lines перед ангаром авиакомпании в Международном аэропорту Солт-Лейк-Сити

Помимо широкой сети внутренних регулярных перевозок, авиакомпании Delta Air Lines и Frontier Airlines предлагают регулярные маршруты в города Канады, Мексики, Японии и Франции.
С 2006 по конец 2007 года компания Air Canada Jazz (дочернее подразделение национальной авиакомпании Канады Air Canada) выполняла беспосадочные рейсы из Солт-Лейк-Сити в Торонто, а флагманский перевозчик Мексики Aeroméxico с 2002 по 2005 годы работал на маршрутах из Солт-Лейк-Сити в Эрмосильо и Мехико. В ноябре 2008 года Aeroméxico восстановила регулярные перевозки в Мехико, однако в силу ряда причин спустя несколько месяцев снова сняла регулярные рейсы из Солт-Лейк-Сити.
В июне 2008 года магистральная авиакомпания Delta Air Lines запустила ежедневный беспосадочный рейс в парижский Международный аэропорт имени Шарля де Голля, ставший первым регулярным трансатлантическим маршрутов из Солт-Лейк-Сити. В ноябре того же года в преддверии объединения с авиакомпанией Northwest Airlines Дельта объявила об открытии беспосадочного рейса в токийский Международный аэропорт Нарита. Выполнение полётов по данному маршруту начались 3 июня 2009 года, а сам маршрут стал первым беспосадочным рейсом из Солт-Лейк-Сити в Азию. В настоящее время рейсы в Токио выполняются по сезонному расписанию с 1 июня по 23 октября и продляются до круглогодичного графика при наличия спроса на авиабилеты на данном направлении.

## Авиакомпании и направления
Международный аэропорт Солт-Лейк-Сити эксплуатирует два главных пассажирских терминала, состоящих из пяти конкорсов. Общее количество выходов на посадку (гейтов) — 90 единиц.
- Терминал 1: конкорс A (гейты с номерами A1-A8) и конкорс B (гейты с номерами B1-B22);
- Терминал 2: конкорс C (гейты с номерами C1-C13), конкорс D (гейты с номерами D1-D13) и конкорс E (гейты с номерами E60-E85). Отправление международных рейсов осуществляется с гейтов D2, D4 и D6.

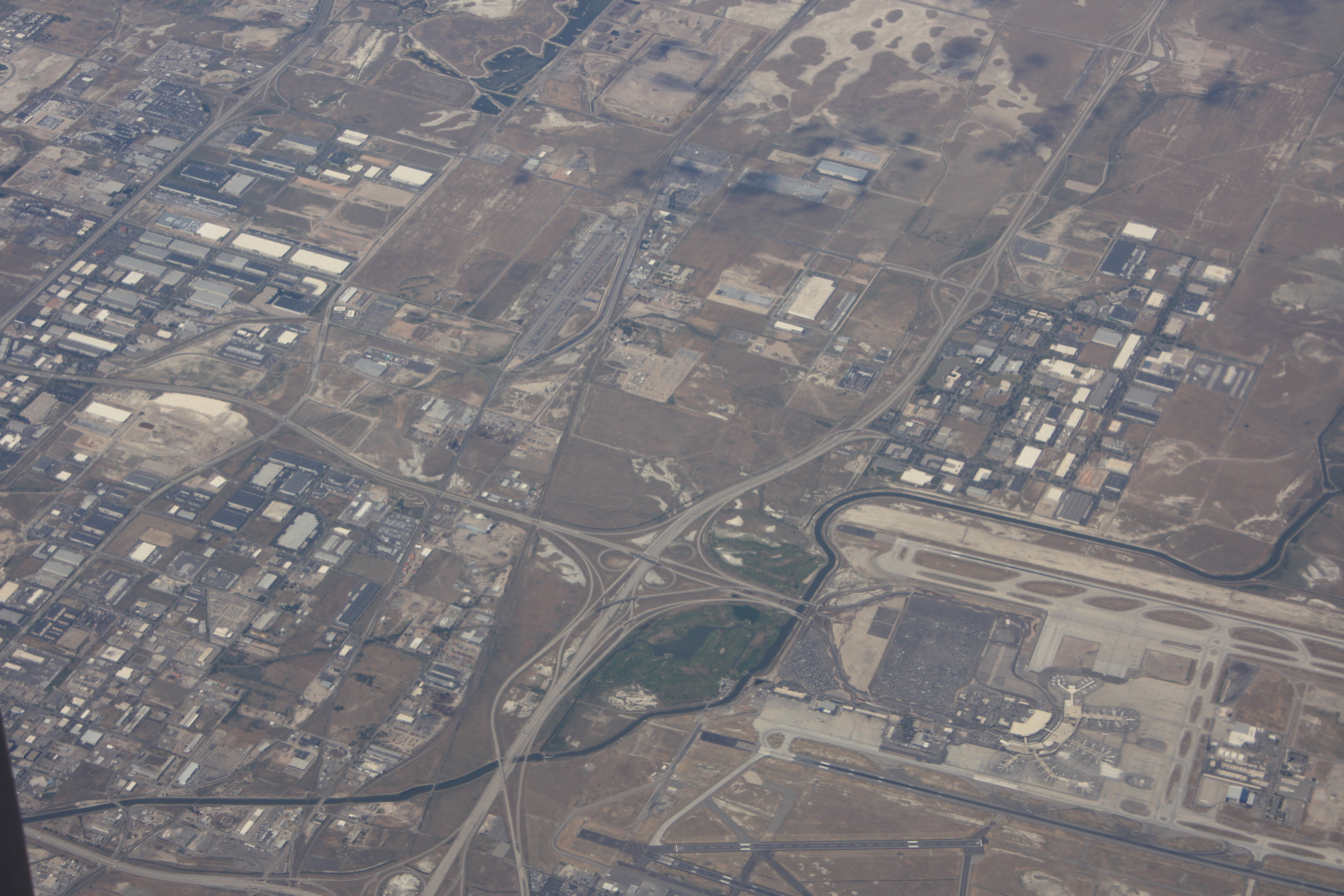
Вид на Международный аэропорт Солт-Лейк-Сити с высоты птичьего полёта

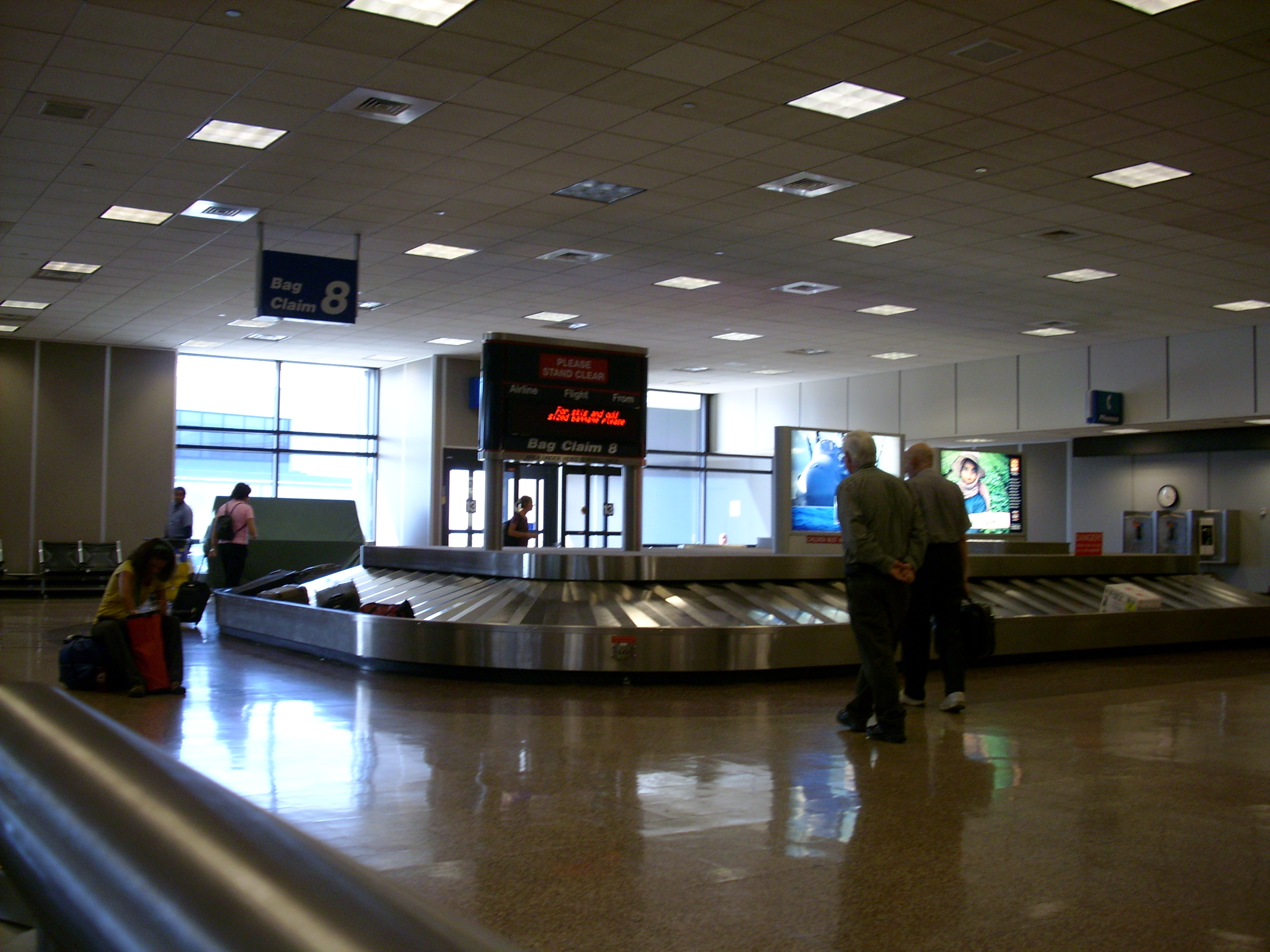
Зона выдачи багажа Международного аэропорта Солт-Лейк-Сити

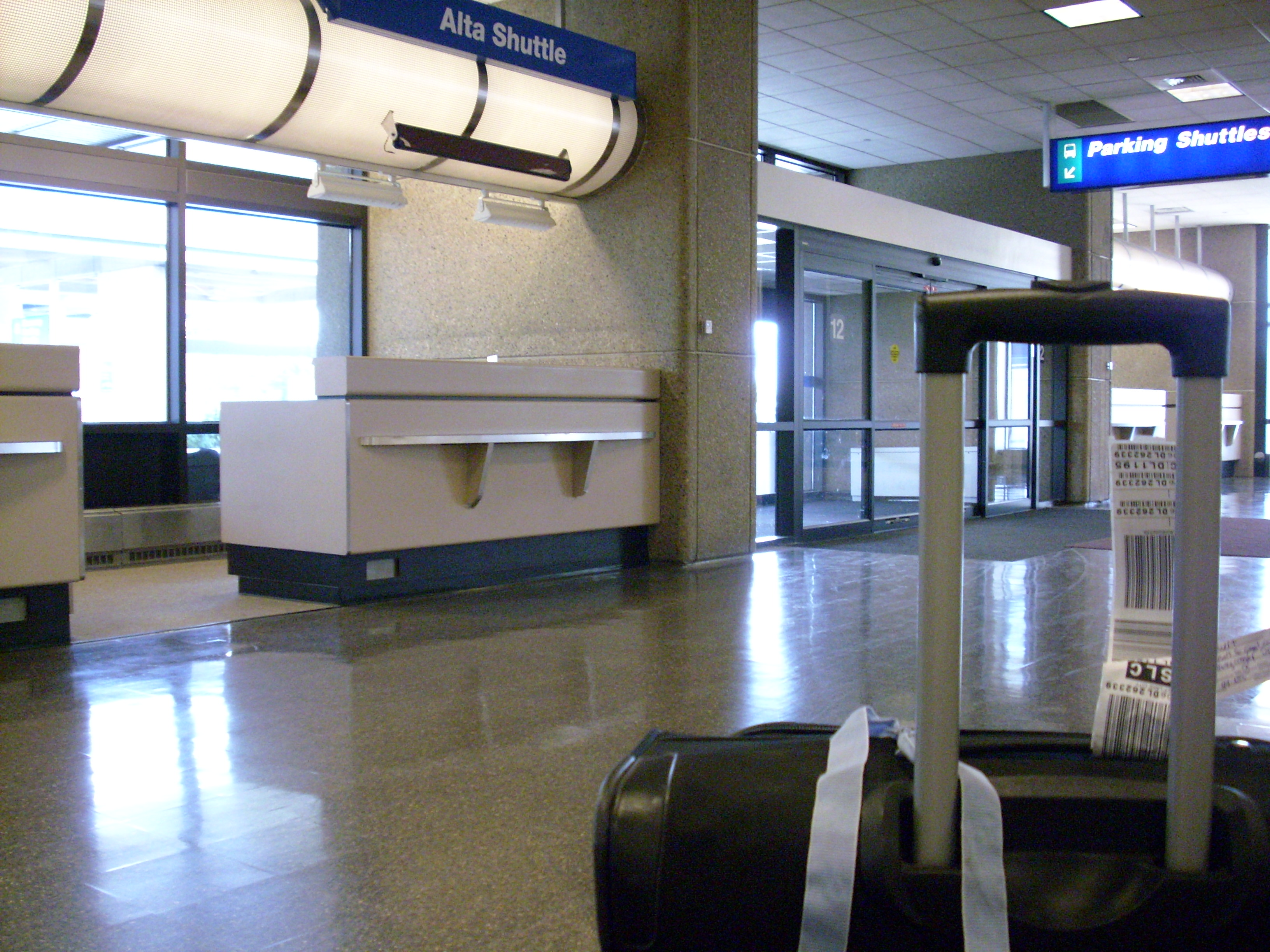
Выход из зоны выдачи багажа

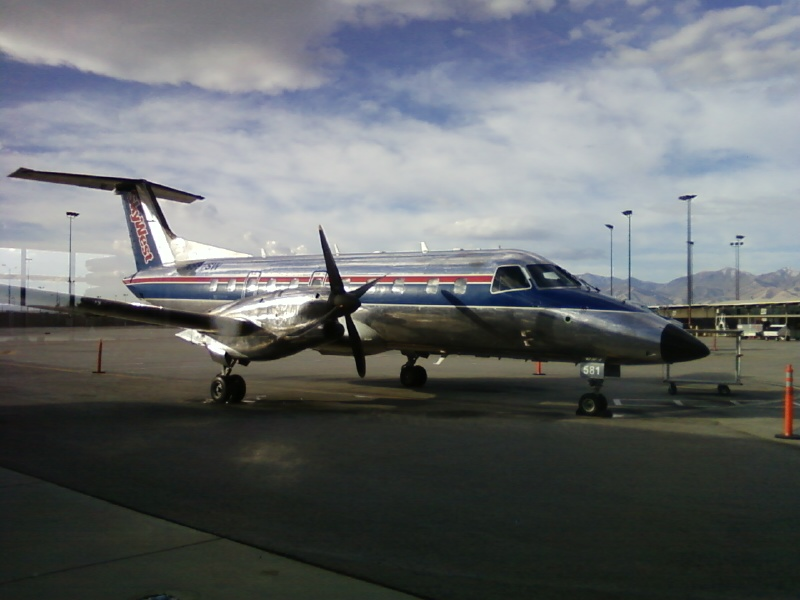
Самолёт авиакомпании SkyWest Airlines в раскраске бренда American Eagle в Международном аэропорту Солт-Лейк-Сити

### Десятка крупнейших маршрутов
| Место | Город              | Пассажирооборот |
| 1     | Денвер             | 721 000         |
| 2     | Финикс Скай-Харбор | 566 000         |
| 3     | Атланта            | 505 000         |
| 4     | Лас-Вегас          | 502 000         |
| 5     | Лос-Анджелес       | 432 000         |
| 6     | Сиэтл              | 369 000         |
| 7     | Даллас/Форт-Уэрт   | 302 000         |
| 8     | Портленд           | 279 000         |
| 9     | Нью-Йорк (JFK)     | 252 000         |
| 10    | Чикаго (О’Хара)    | 249 000         |

## Инфраструктура
Международный аэропорт Солт-Лейк-Сити занимает площадь в 3116 гектаров и эксплуатирует четыре взлётно-посадочные полосы, в-основном ориентированные по магнитному курсу NNW/SSE вследствие постоянных ветров в данном регионе.

### Грузовые перевозки
В 2008 году Международный аэропорт Солт-Лейк-Сити обработал 156 319 метрических тонн грузов.
Грузовые авиакомпании, работающие в аэропорту на постоянной основе:
- Ameriflight
- DHL
  - ABX Air
  - Astar Air Cargo
- FedEx Express
  - FedEx Feeder — оператор Corporate Air
  - FedEx Feeder — оператор Empire Airlines
- UPS Airlines

### Авиация общего назначения

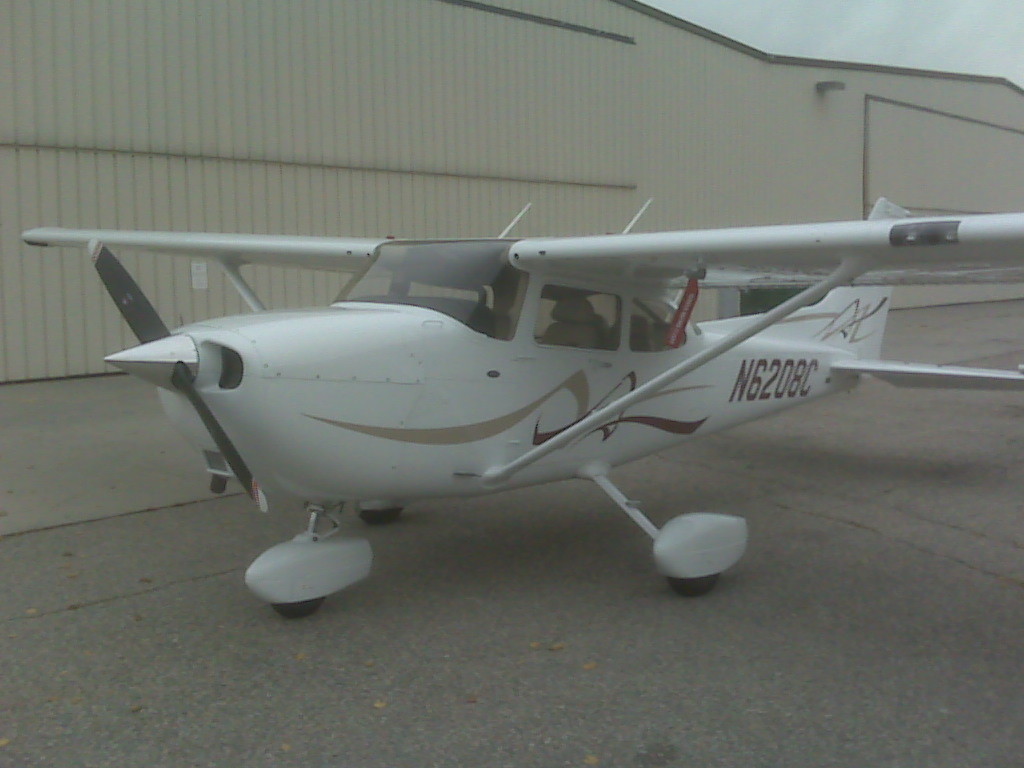
Частная Cessna у ангара авиации общего назначения в Международном аэропорту Солт-Лейк-Сити

Несмотря на то, что Международный аэропорт Солт-Лейк-Сити занимает 19-е место в списке самых загруженных аэропортов мира по числу взлётов и посадок воздушных судов в год, в порту сохраняется достаточно большой объём грузовых и пассажирских перевозок самолётами авиации общего назначения, трафик которой в 2008 году составил 19 % от общего числа взлётов и посадок лайнеров. Данная особенность аэропорта в Солт-Лейк-Сити нехарактерна для других крупных воздушных гаваней США, которые не поощряют полёты авиации общего назначения по причине сравнительно малой операционной прибыли на один самолёт и, главным образом, в целях предотвращения задержек регулярных рейсов больших пассажирских лайнеров.
Тем не менее, в современном периоде Международный аэропорт Солт-Лейк-Сити продуктивно работает как с большим числом рейсов магистральных и региональных авиакомпаний, так и с немалым количеством самолётов авиации общего назначения, эффективным образом разделяя воздушное и наземное движение, а также наземное обслуживание самолётов разного класса и вместимости. Практически все рейсы авиации общего назначения обрабатываются в восточной зоне аэропорта, раздельно от воздушных судов коммерческих авиаперевозок. Кроме того, небольшие относительно медленные самолёты авиации общего назначения вылетают из аэропорта и прилетают в него с отдельной взлётно-посадочной полосы, выполняя при этом руление на раздельных от больших лайнеров рулёжных дорожках.

## Экономика аэропорта
Международный аэропорт Солт-Лейк-Сити обеспечивает работой непосредственно более 13 тысяч человек, ещё более ста тысяч рабочих мест косвенно связаны с работой главной воздушной гавани штата Юта. Суммарный фонд заработной платы составляет около 2,7 млрд долларов США. В 2004 году вклад Международного аэропорта Солт-Лейк-Сити в экономическое развитие штата Юта составил 5,34 млрд долларов США.
30 августа 2008 года является знаменательной датой в истории аэропорта — в этот день Международный аэропорт Солт-Лейк-Сити расплатился со всеми своими кредитами и займами, став единственным крупным воздушным портом в Соединённых Штатах Америки, не имеющим внешних финансовых задолженностей. Руководство аэропорта пошло на такой шаг в преддверии ухудшающейся мировой экономической ситуации.

## Авиапроисшествия и несчастные случаи
- 11 ноября 1965 года, самолёт Boeing 727-22 (регистрационный N7030U) авиакомпании United Airlines, следовавший регулярным рейсом 227 Нью-Йорк (Ла Гардиа) — Солт-Лейк-Сити — Сан-Франциско, при заходе на посадку в аэропорту Солт-Лейк-Сити ударился о землю со значительной перегрузкой, в результате чего разрушились основные стойки шасси. Скользя на фюзеляже, авиалайнер промчался по полосе, при этом вытекший из повреждённых топливопроводов авиакеросин воспламенился, вызвав пожар. Из 91 человек на борту погибли 43 пассажира, причём именно от пожара. Основной причиной происшествия стала слишком большая вертикальная скорость самолёта на снижении.
- 17 декабря 1977 года, самолёт Douglas DC-8 авиакомпании United Airlines, выполнявший грузовой рейс 2860 из Сан-Франциско в Чикаго, при подходе к пункту промежуточного следования Международный аэропорт Солт-Лейк-Сити столкнулся с горой в районе городка Кейсвилл. Экипаж пытался выяснить причину возникшей проблемы в электросистеме самолёта и не следил за пространственным положением лайнера. Погибли все трое пилотов, находившихся на борту воздушного судна.
- 31 августа 1988 года, самолёт Boeing 727 (регистрационный N473DA) авиакомпании Delta Air Lines, следовавший регулярным рейсом 1141 Международный аэропорт Даллас/Форт-Уэрт — Международный аэропорт Солт-Лейк-Сити, разбился при выполнении взлёта с полосы 18L из-за неверного положения закрылков, ошибка экипажа. Погибло 2 из 7 членов экипажа, и 12 из 101 пассажира на борту.
- 14 октября 1989 года, самолёт Boeing 727 авиакомпании Delta Air Lines Эдмонтон (Альберта, Канада) — Солт-Лейк-Сити. При выполнении парковки лайнера к гейту аэровокзала на его борту возник пожар. Из 23 человек на борту пятеро получили лёгкие ожоги. Все пассажиры и члены экипажа были благополучно эвакуированы, однако самолёт был почти полностью уничтожен огнём. Следствие установило, что причиной пожара на борту явились неполадки в аварийного системе кислородного обеспечения пассажирских мест[20].

## Фильмы
- Съёмки фильма «Аэропорт 1975» проходили в Международном аэропорту Солт-Лейк-Сити.
- В фильме «Тупой и ещё тупее» Ллойд (актёр Джим Керри) в погоне за самолётом с кейсом в руках выпадает из телетрапа гейта B2 Международного аэропорта Солт-Лейк-Сити. В момент, когда Ллойд движется в погоне за кейсом на полу можно увидеть большую карту мира, которая нарисована перед зоной безопасности Терминала 1 аэропорта.